# Ubide
Ubide (spanisch Ubidea) ist eine Gemeinde (municipio) in der Provinz Bizkaia im spanischen Baskenland mit 164 Einwohnern (Stand: 2024).

## Geografie
Ubide liegt etwa 33 Kilometer südsüdöstlich von Bilbao am Fluss Zubizabal in einer Höhe von durchschnittlich ca. 570 m.

## Geschichte
| 1900 | 1970 | 1981 | 1991 | 2001 | 2011 | 2021 |
| ---- | ---- | ---- | ---- | ---- | ---- | ---- |
| 413  | 225  | 149  | 165  | 168  | 184  | 162  |

## Sehenswürdigkeiten

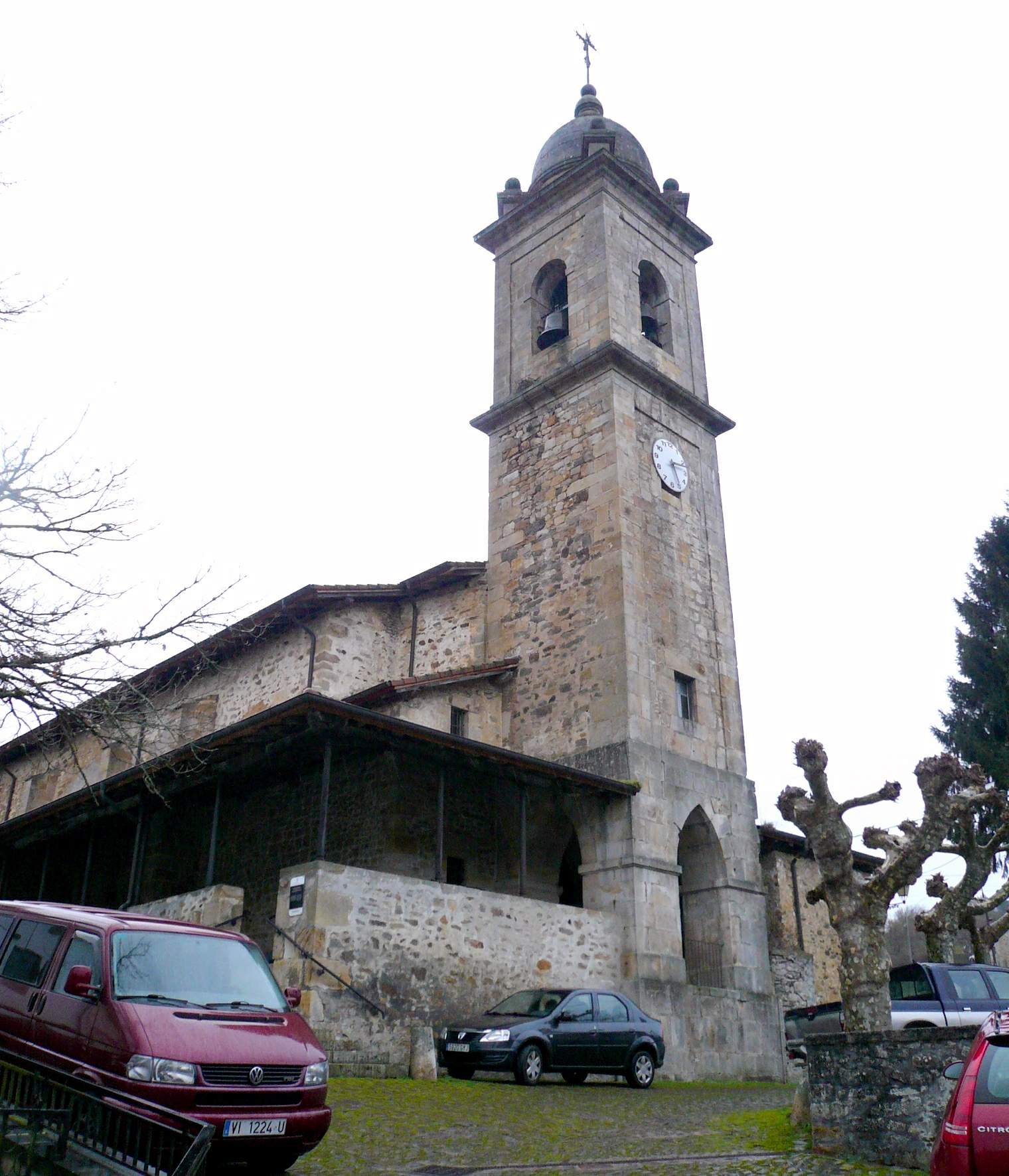
Johannes-der-Täufer-Kirche
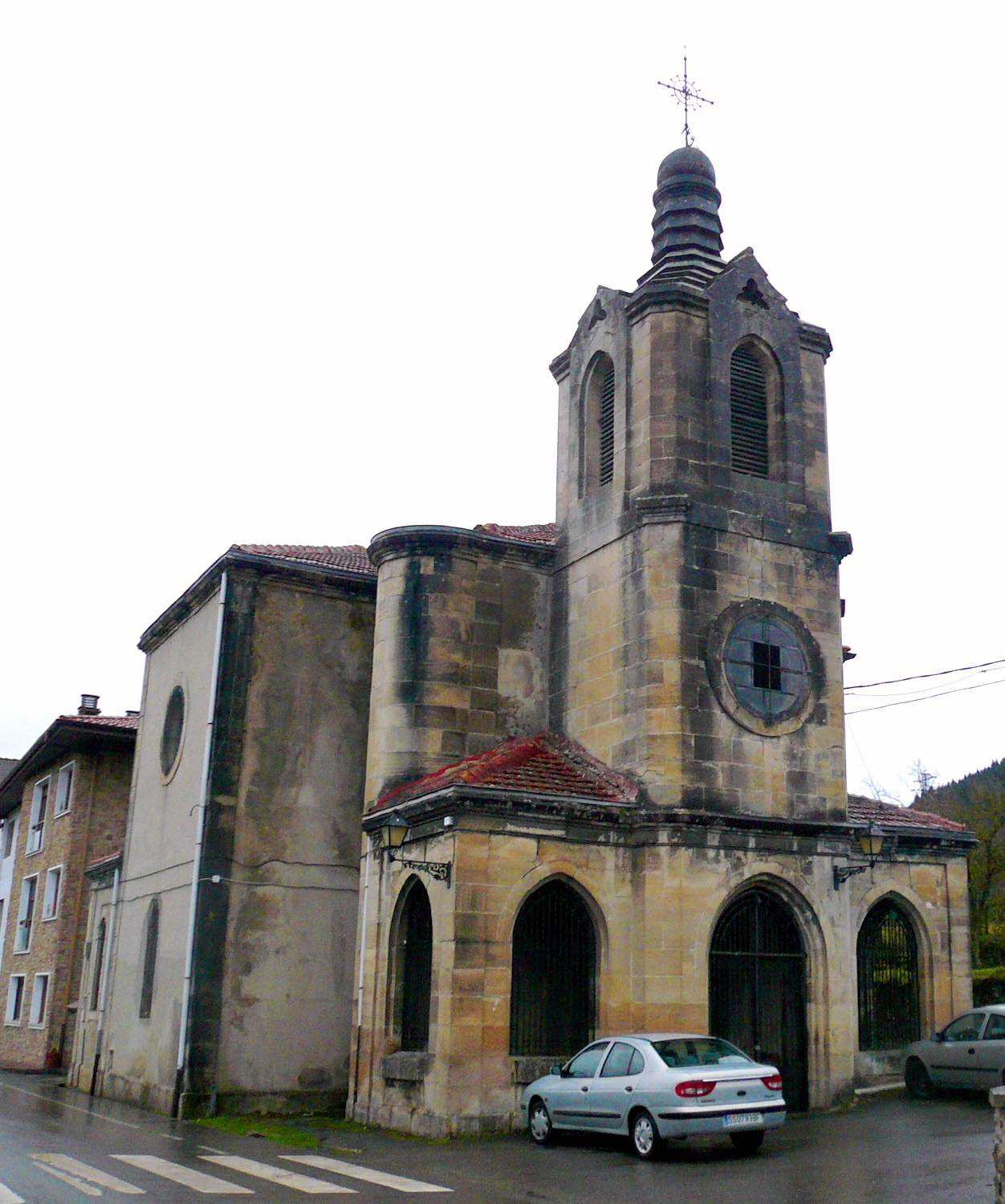
Magdalenenkapelle
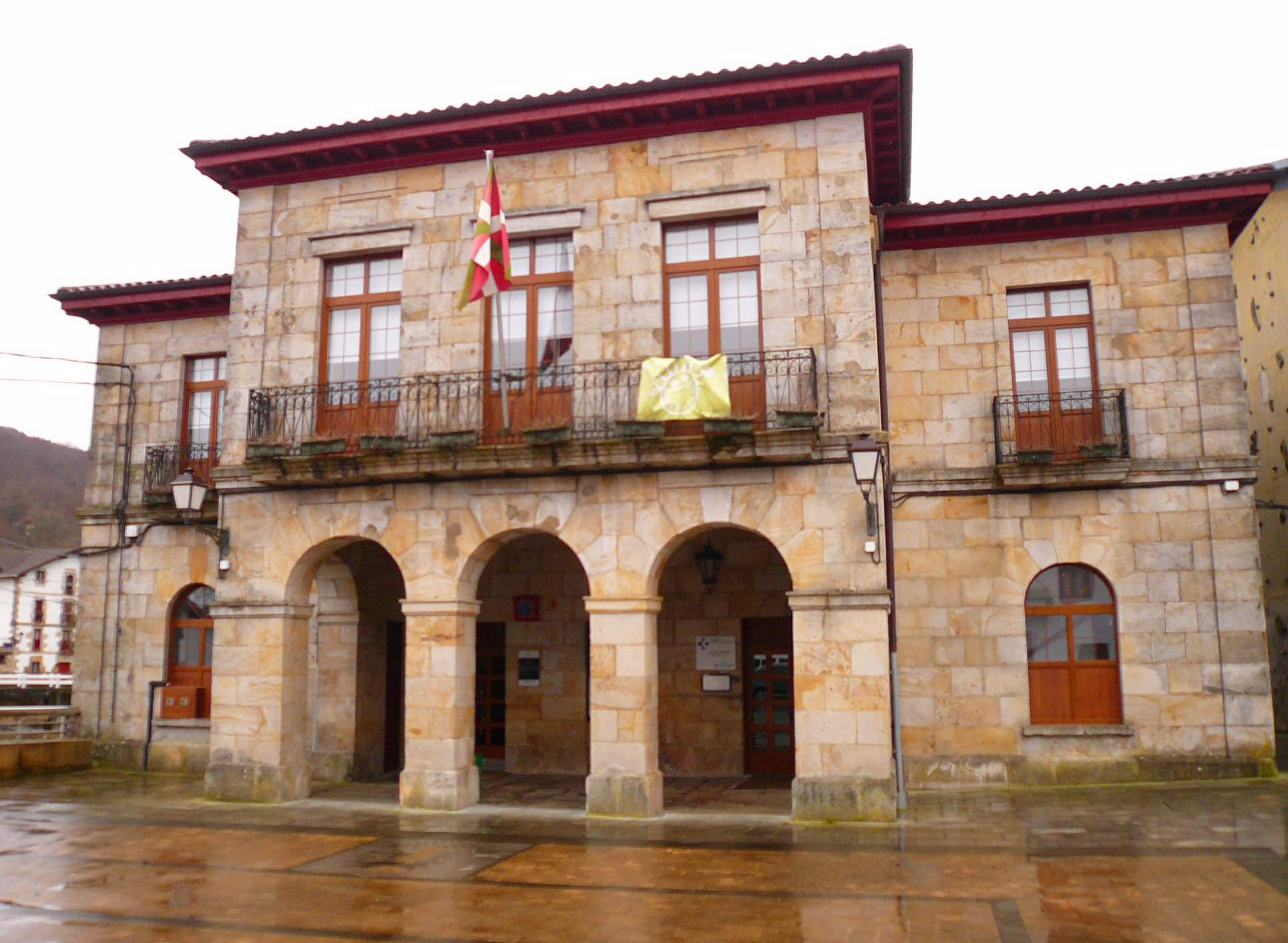
Rathaus

- Johannes-der-Täufer-Kirche
- Magdalenenkapelle
- Rathaus

## Persönlichkeiten
- Julián de Ajuria (1886–1965), Filmproduzent